# Skutudden
Skutudden är en halvö i sjön Runn vid Falun, söder om Hosjö och tillika namnet på bebyggelsen där, vilken kan sägas vara ett delområde av stadsdelen Hosjö, även om nuvarande vägskyltning ger intryck av att den skall betraktas som ett "självständigt" område som gränsar till Hosjö. Viktigaste väg i området är Skutuddsvägen.